# Жангызтал
Жангызтал (каз. Жаңғызтал) — село в Тарбагатайском районе Восточно-Казахстанской области Казахстана. Входит в состав Жетыаральского сельского округа. Код КАТО — 635841300.

## Население
В 1999 году население села составляло 385 человек (207 мужчин и 178 женщин). По данным переписи 2009 года, в селе проживало 216 человек (113 мужчин и 103 женщины).